# Kattuputhur
Kattuputhur es una ciudad y nagar Panchayat situada en el distrito de Tiruchirappalli en el estado de Tamil Nadu (India). Su población es de 10933 habitantes (2011). Se encuentra a 16 km de Tiruchirappalli y 42 km de Thanjavur.

## Demografía
Según el censo de 2011 la población de Kattuputhur era de 10933 habitantes, de los cuales 5401 eran hombres y 5532 eran mujeres. Kattuputhur tiene una tasa media de alfabetización del 80,30%, superior a la media estatal del 80,09%: la alfabetización masculina es del 88,97%, y la alfabetización femenina del 71,87%.